# Златоустовск
Златоустовск — посёлок (в 1942—2010 — посёлок городского типа) в Селемджинском районе Амурской области России. Административный центр Златоустовского сельсовета.
Самый восточный населенный пункт в Амурской области, расположен на правом берегу реки Харга (левый приток Селемджи), в 80 км к востоку от районного центра, пгт Экимчан. Расстояние до ближайшей железнодорожной станции Февральск — 250 км.

## История
Населённый пункт впервые упоминается в 1891 году. Основан Мордвиным Павлом Васильевичем как Прииск Жедринский.
Статус посёлка городского типа — с 1942 года. В 2010 году преобразован в сельский населённый пункт.

## Население
| 1959 | 1970  | 1979  | 1989  | 2002 | 2009 | 2010 |
| ---- | ----- | ----- | ----- | ---- | ---- | ---- |
| 1919 | ↘1523 | ↘1234 | ↗1253 | ↘856 | ↘736 | ↘710 |
| 2011 | 2012  | 2013  | 2014  | 2015 | 2016 | 2017 |
| ↗717 | ↘700  | ↗701  | ↗720  | ↘684 | ↘667 | ↘646 |
| 2018 |       |       |       |      |      |      |
| ↗651 |       |       |       |      |      |      |

## Экономика
Добыча золота (ЗАО «Хэргу», ООО «Албынский рудник»), электростанция.

## Культура
Дом культуры.